# Jurecskó László
Jurecskó László (Pásztó, 1954. január 12. –) magyar művészettörténész, műkereskedő.

## Élete
1973–1978 között az Eötvös Loránd Tudományegyetem Bölcsészettudományi Karának történelem-népművelés szakos hallgatója volt. 1982–1986 között művészettörténész lett.
1981–1990 között a Miskolci Galéria munkatársa volt. 1990 óta a MissionArt Galéria társtulajdonosa Kishonthy Zsolttal.
Kutatási területe a XIX.-XX. századi művészet, valamint a Nagybányai művésztelep története.

## Művei
- K. Lippich Elek – a hivatalos művészetpolitika irányítója – és a gödöllőiek (1982)
- Malonyai Dezső kalotaszegi kötetének létrejötte (1989)
- Jankó János munkássága és nézetei a magyaros stílus létrehozására irányuló törekvések tükrében (1988)
- Boromisza Tibor nagybányai korszaka 1904-1914; MissionArt Galéria, Miskolc, 1996 (Nagybánya könyvek)
- Boromisza Tibor nagybányai korszaka 1904-1914; MissionArt Galéria, Miskolc, 1996 (Nagybánya könyvek)
- Nagybánya. Nagybányai festészet a neósok fellépésétől 1944-ig; szerk. Jurecskó László, Kishonthy Zsolt; MissionArt Galéria, Miskolc, 1992
- Seele und Farbe. Nagybánya: eine Künstlerkolonie am Rande der Monarchie. Collegium Hungaricum Wien, vom 26. März bis 21. Mai 1999; szerk. Jurecskó László, Kishonthy Zsolt, Siklós Péter; Collegium Hungaricum–MissionArt Galerie, Wien–Miskolc–Bp., 1999
- Mattis Teutsch és a Der Blaue Reiter. Magyar Nemzeti Galéria, Budapest, 2001. március 14–június 24. Haus der Kunst, München, 2001. július 6–október 8.; szerk. Bajkay Éva, Jurecskó László, Kishonthy Zsolt; MissionArt Galéria, Bp.–Miskolc, 2001 (németül is)
- Mattis Teutsch und die Graphik der ungarischen Avantgarde. Eine Ausstellung der MissionArt Galerie, Collegium Hungaricum Berlin, 11. November 2002–15. Januar 2003; szerk. Jurecskó László, Kishonthy Zsolt; MissionArt Galerie–Collegium Hungaricum, Bp.–Miskolc–Berlin, 2002
- Seelenblumen. János Mattis Teutsch, 1884-1960. Austellungsreihe – veranstaltet durch MissionArt Galerie. Ungarisches Kulturinstitut Collegium Hungaricum, Wien, 10–30. Oktober 2002. Botschaft der Republik Ungarn, Berlin, 11. November 2002–10. Januar 2003. Kulturinstitut der Republik Ungarn, Stuttgart, 22. Januar–7. März 2003; szerk. Jurecskó László, Kishonthy Zsolt; MissionArt Galerie, Miskolc, 2002
- Maszk. A MissionArt Galéria és a Budapest Galéria közös kiállítása. 2003. november 27–2004. január 11.; szerk. Jurecskó László, Kishonthy Zsolt, Madarász Györgyi; MissionArt Galéria, Miskolc, 2003
- Várdeák Ferenc (1897-1971) emlékkiállítása a MissionArt Galéria és a Miskolci Galéria Városi Művészeti Múzeum közös rendezésében. Miskolci Galéria, 2003. szeptember 25–október 25.; szerk. Jurecskó László, Kishonthy Zsolt; MissionArt Galéria, Miskolc, 2003 (Elfeledett életművek)
- Soulflowers. János Mattis Teutsch, 1884-1960. 27 July to 16 August 2004. Mall Galleries, London; szerk. Jurecskó László, Kishonthy Zsolt; MissionArt Gallery, Miskolc, 2004
- Die Perlen der ungarischen Graphik, 1900-1930. Die Gemeinsame Ausstellung der MissionArt Galerie und der Kulturinstitut der Republik Ungarn Stuttgart. 20. Januar–04. April 2005; szerk. Jurecskó László, Kishonthy Zsolt, Kurucz Gyula; MissionArt Galerie–Kulturinstitut der Republik Ungarn, Bp.–Miskolc–Stuttgart, 2005
- Jurecskó László–Tóth Károly: Csontvárytól Kondorig. Az Antal-Lusztig-gyűjtemény legszebb rajzai; MG Vár. Műv. Múz., Miskolc, 2010 (Miskolci Galéria könyvek)
- "A feledés árja alól új földeket hódítok vissza". Írások Tímár Árpád tiszteletére; szerk. Bardoly István, Jurecskó László, Sümegi György; MTA Művészettörténeti Kutatóintézet–MissionArt Galéria, Bp.–Miskolc, 2009
- Boromisza Tibor.Török Katalinnal (2012)
- Mattis Teutsch János; Kossuth–MNG, Bp., 2015 (A magyar festészet mesterei)

## Elismerések
- A Magyar Érdemrend tisztikeresztje (2014)
- Németh Lajos-díj (2016)[1]

## Külső hivatkozások
- Artportal.hu